# Bacterie magnetotactică
Bacteriile magnetotactice sunt un grup de bacterii care se orientează după câmpul magnetic terestru. Au fost descoperite în anii 1960 la Universitatea din Pavia. Prezintă organite numite magnetozomi care conțin minerale magnetice, cum ar fi magnetitul sau greigitul.